# حماد الراوية
أبو القاسم حمّاد الراوية (نحو 60 هـ - 156 هـ / 680 - 773م): شاعر وضَّاع يضع الشعر ويعد من أشهر رُواة الشّعر، وهو أول من لقب بالراوية. أصله من الديلم، ومولده في الكوفة. جال في البادية ورحل إلى الشام. وكان مكينا ونديما مُسَامِرا للوليد بن عبد الملك، وتقدم عند بني أمية، فكانوا يسألونه عن أيام العرب وعلومها، ويجزلون صلته، وقال المدائني: «كان من أعلم الناس بأيام العرب وأخبارها وأشعارها وأنسابها ولغاتها. وكانت ملوك بني أمية تقدّمه وتؤثره وتستزيده، فيفد عليهم ويسألونه عن أيام العرب وعلومها ويجزلون صلته». وقد روى حماد كثيرًا من الشّعر الجاهليّ والإسلاميّ؛ ودواوين الشّعراء والقبائل وأخبار العرب. وهو في مقدّمة رُواة الكوفة، قال المدائني: «أهل الكوفة ثلاثة نفر من بكر بن وائل أئمة أبو حنيفة في الفقه، وحمزة الزيات في القراءة، وحماد الراوية في الشعر». إلا إنه كان يلحن أحياناً، وكان قليل النحو.
وهو الّذي جمع السبع الطوال (المعلقات)، قال له الوليد بن يزيد الأموي: «بم استحققت لقب الراوية؟ قال: بأني أروي لكل شاعر تعرفه يا أمير المؤمنين أو سمعت به، ثم لا ينشدني أحد شعرا قديما أو محدثا إلا ميزت القديم من المحدث قال: فكم مقدار ما تحفظ من الشعر؟ قال: كثير، ولكني أنشدك على كل حرف من حروف المعجم مئة قصيدة كبيرة سوى المقطعات، من شعر الجاهلية دون الإسلام. قال: سأمتحنك في هذا. ثم أمره بالإنشاد، فأنشد حتى ضجر الوليد، فوكل به من يثق بصدقة، فأنشده ألفين وتسع مئة قصيدة للجاهلية. وأخبر الوليد بذلك فأمر له بمئة ألف درهم».
وكان الخليفة الوليد بن يزيد، يرعاه، وكذلك يزيد بن عبد الملك إِذْ قويت عُرى الصّداقة بينهما. أمّا الخلفاء العبّاسيّون فكانت صلته بهم قليلة، إلا أنه كان يفد إليهم، وفي ذلك يقول: «دخلت على المنصور ذات يوم وعنده جماعة فقام إليه رجل فسأله فأعطاه، فقلت: صدق الشاعر فيك يا أمير المؤمنين حيث يقول: قال وما يقول؟ قلت" صم عن مسمع الخنا وتراه * حين يدعى للمكرمات سميعا قوله اعط ذا وذاك وهذا * لم يقل لا مذ كان طفلا رضيعا ليت شعري أأنت كنت من الجود * أم الجود كان منك نزيعا. فأخذته الأريحية، وسر بذلك وأمر لي بألف دينار».
اسمه أبو القاسم حماد بن أبي ليلى سابور - وقيل ميسرة - بن المبارك بن عبيد الديلمي الكوفي مولى بني شيبان، واختلفوا في تحديد سنة ولادته؛ فزعم الذهبي عن مصادر أنه ولد نحو سنة 60 هـ، أما ابن النديم فجعل ولادته سنة 75 هـ. وكما اختلفوا في تحديد سنة ولادته اختلفوا في تحديد سنة وفاته، وهي على الأرجح سنة 156 هـ، قال ابن النديم: «عاش إلى سنة ست وخمسين ومائة وفيها مات». وعاش بضع وتسعين عاماً، قال الذهبي:«طال عمره، وأخذ عنه المهدي، وتوفي سنة ست وخمسين ومائة وهو في عشر التسعين».

## وضعه للشعر
اتُّهِمَ حمّاد الرّاوية بوضع الشعر، قال عنه ابن سلام الجمحي: "كان أوّلَ من جمع أشعار العرب وساق أحاديثها حمادٌ الراوية، وكان غير موثوقٍ به. وكان ينحل شعر الرجل غيره، وينحله غير شعره، ويزيد في الأشعار".